# Newton Canegal
Newton Canegal (Rio de Janeiro, 4 de junho de 1917 — Rio de Janeiro, 23 de março de 2003), foi um futebolista brasileiro que atuou como zagueiro.

## Carreira
Começou sua carreira futebolística atuando pelo Tijuca, um clube da Praça Sáenz Peña de estudantes cariocas. Em 1936, foi contratado pela Portuguesa do Rio de Janeiro. Em 1938, transferiu-se para o também carioca, Bonsucesso.
Em 1939, o jogador é contratado pelo Flamengo, a pedido de Flávio Costa, então técnico do clube. Pelo rubro-negro, o jogador atuou durante 14 temporadas, até encerrar a carreira, conquistando 16 títulos pelo clube.
Pela amarelinha, disputou a Copa América de 1945 e 1946 (vice-campeão em ambos) e ganhou a Copa Roca (hoje chamada de Superclássico das Américas), de 1945.

## Morte
O jogador que lutava contra a Doença de Parkinson, no dia 23 de março de 2003, devido a insuficiência cardíaca. Morreu aos 85 anos.

## Títulos
Flamengo
- Campeonato Carioca: 1939, 1942, 1943 e 1944

### Outras Conquistas
Flamengo
- Torneio Relâmpago do Rio de Janeiro: 1943
- Torneio Início do Rio de Janeiro: 1946, 1951 e 1952
- Troféu Cezar Aboud: 1948
- Troféu Embaixada Brasileira da Guatemala: 1949
- Troféu Comitê Olímpico Nacional da Guatemala: 1949
- Taça Cidade de Ilhéus: 1950
- Copa Elfsborg: 1951
- Torneio Internacional de Lima: 1952
- Troféu Cidade de Arequipa: 1952

Seleção Brasileira
- Copa Roca: 1945